# Mademoiselle Hanafi
Pour plus de détails, voir Fiche technique et Distribution.
Mademoiselle Hanafi (الآنسة حنفي, El-Anesah Hanafi) est un film égyptien de Fatine Abdel Wahab sorti en 1954.

## Synopsis
Un danseur traditionnel, Hanafi, est forcé de se marier avec sa belle-sœur. Pris de maux de ventre, il est conduit à l'hôpital, mais à la suite d'une erreur, il subit une opération de changement de sexe.
Il finira par épouser un garçon boucher et mettra même au monde des quadruplés.

## Fiche technique
- Titre : Mademoiselle Hanafi
- Titre original : الآنسة حنفي (El-Anesah Hanafi)
- Réalisation : Fatine Abdel Wahab
- Scénario : Galil El-Bandari
- Photographie : Robert Tamba
- Montage :
- Production :
- Pays :  Égypte
- Genre : Comédie
- Durée : 93 minutes
- Dates de sortie : 
  -  Égypte : 3 juillet 1954

## Distribution
- Ismail Yasin : Hanafi
- Magda : Nawaem
- Suleiman Naguib : Hassona
- Abdel Fatah Al Kasri
- Zeinat Sedki
- Omar El-Hariri